# Mörk kokosriska
Mörk kokosriska (Lactarius mammosus) är en svampart som beskrevs av Fr. 1838. Mörk kokosriska ingår i släktet riskor och familjen kremlor och riskor.  Arten är reproducerande i Sverige. Inga underarter finns listade i Catalogue of Life.

## Källor

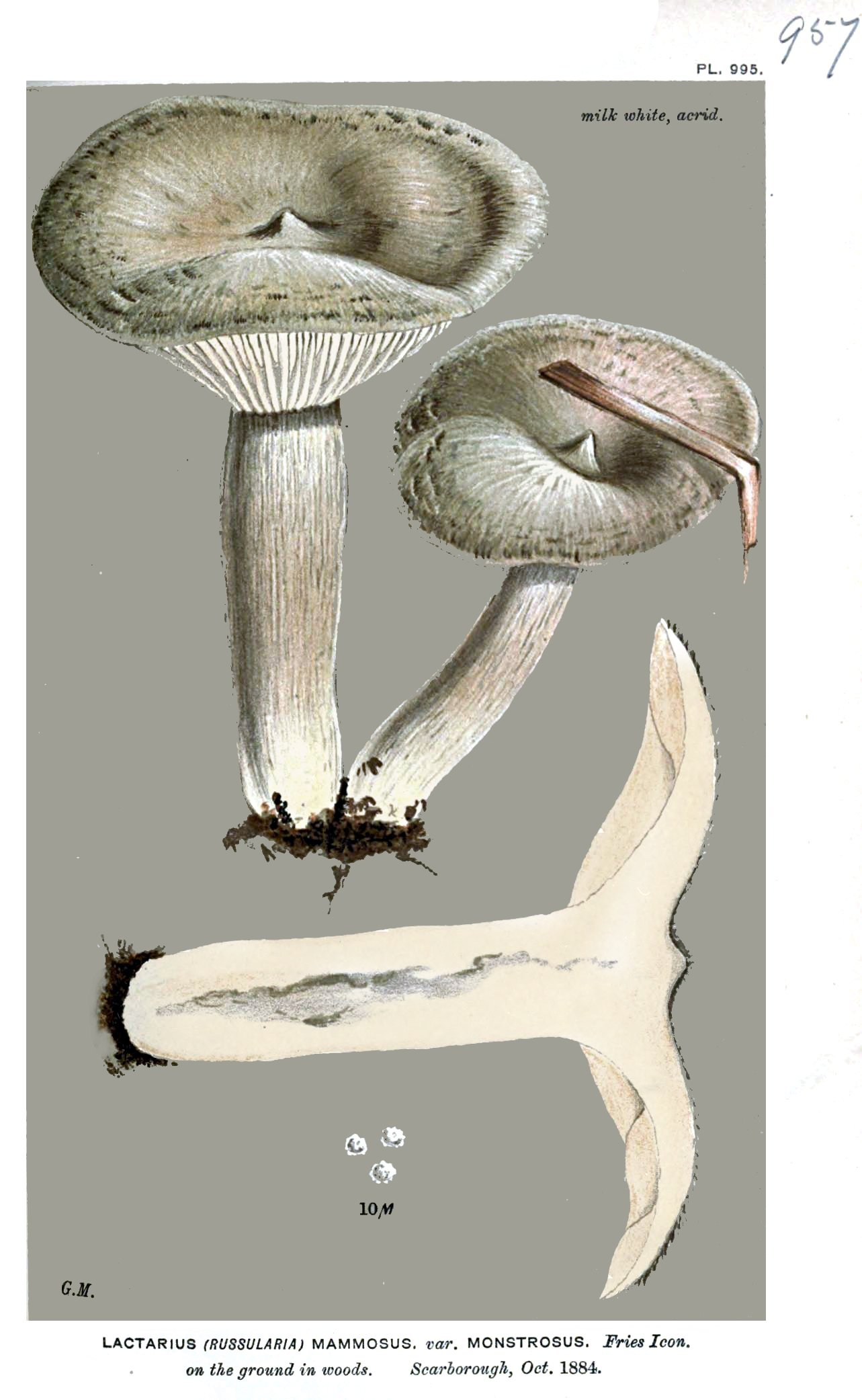
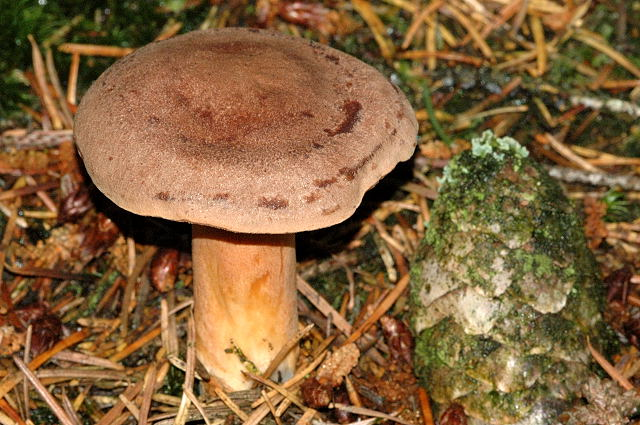
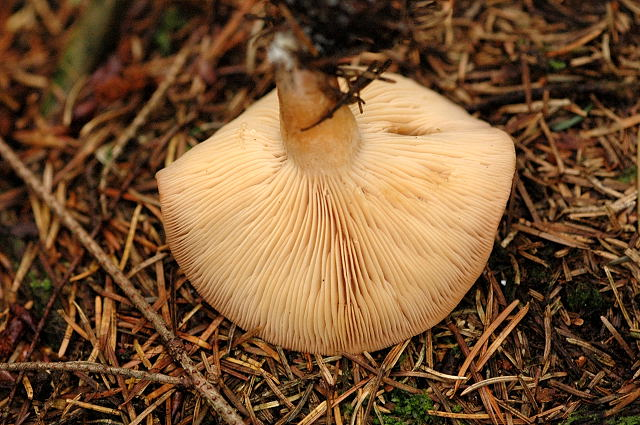